# Walhalla

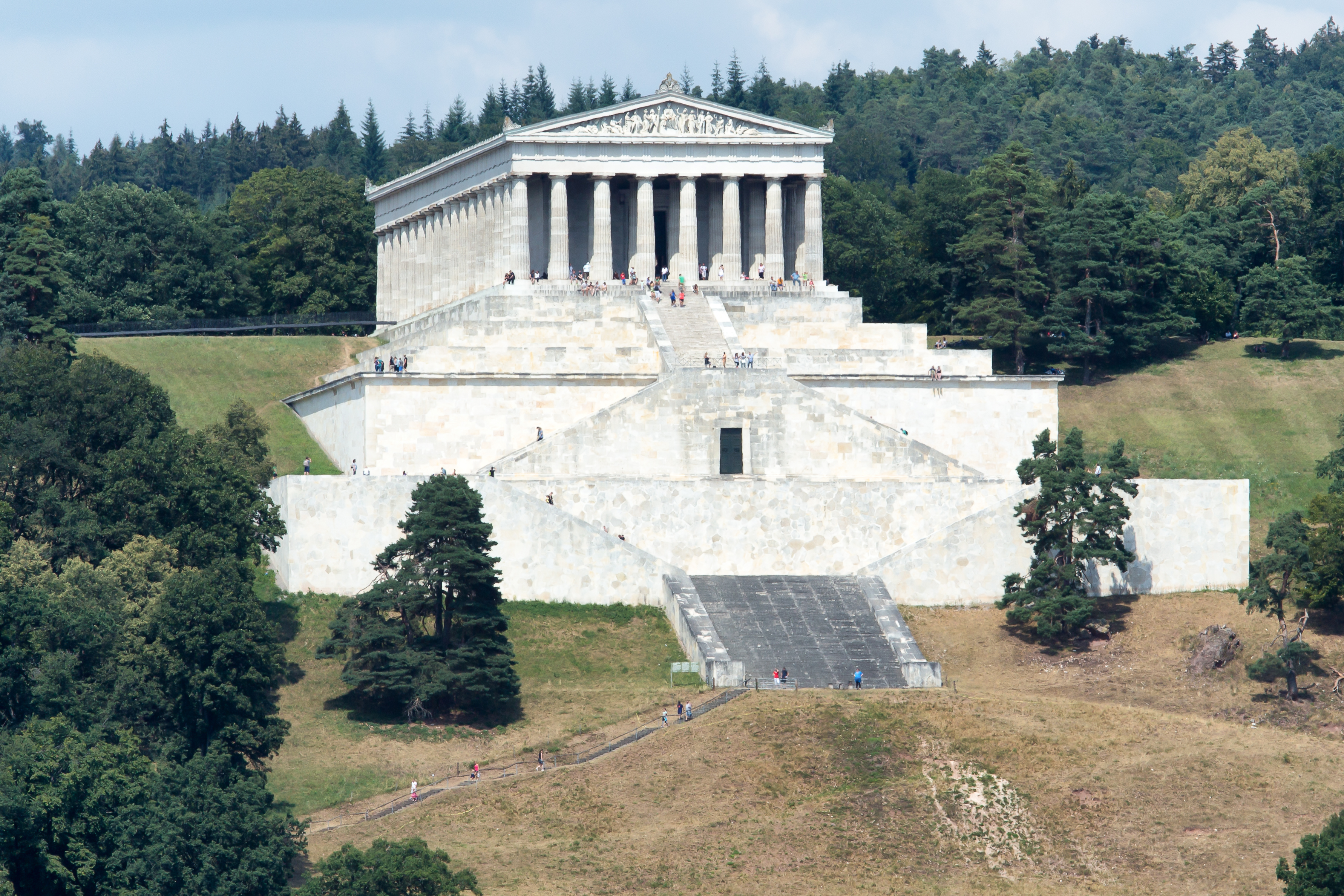
Die Walhalla in Donaustauf

Die Walhalla ist eine Gedenkstätte auf dem Bräuberg im bayerischen Markt Donaustauf. Sie wurde in den Jahren 1830 bis 1842 durch König Ludwig I. von Bayern vom Architekten Leo von Klenze errichtet. Als gestalterisches Vorbild des klassizistischen Baudenkmals, das bedeutenden Persönlichkeiten „teutscher Zunge“ gewidmet ist, dienten antike Tempelbauten.

## Geschichte

### Vorgeschichte

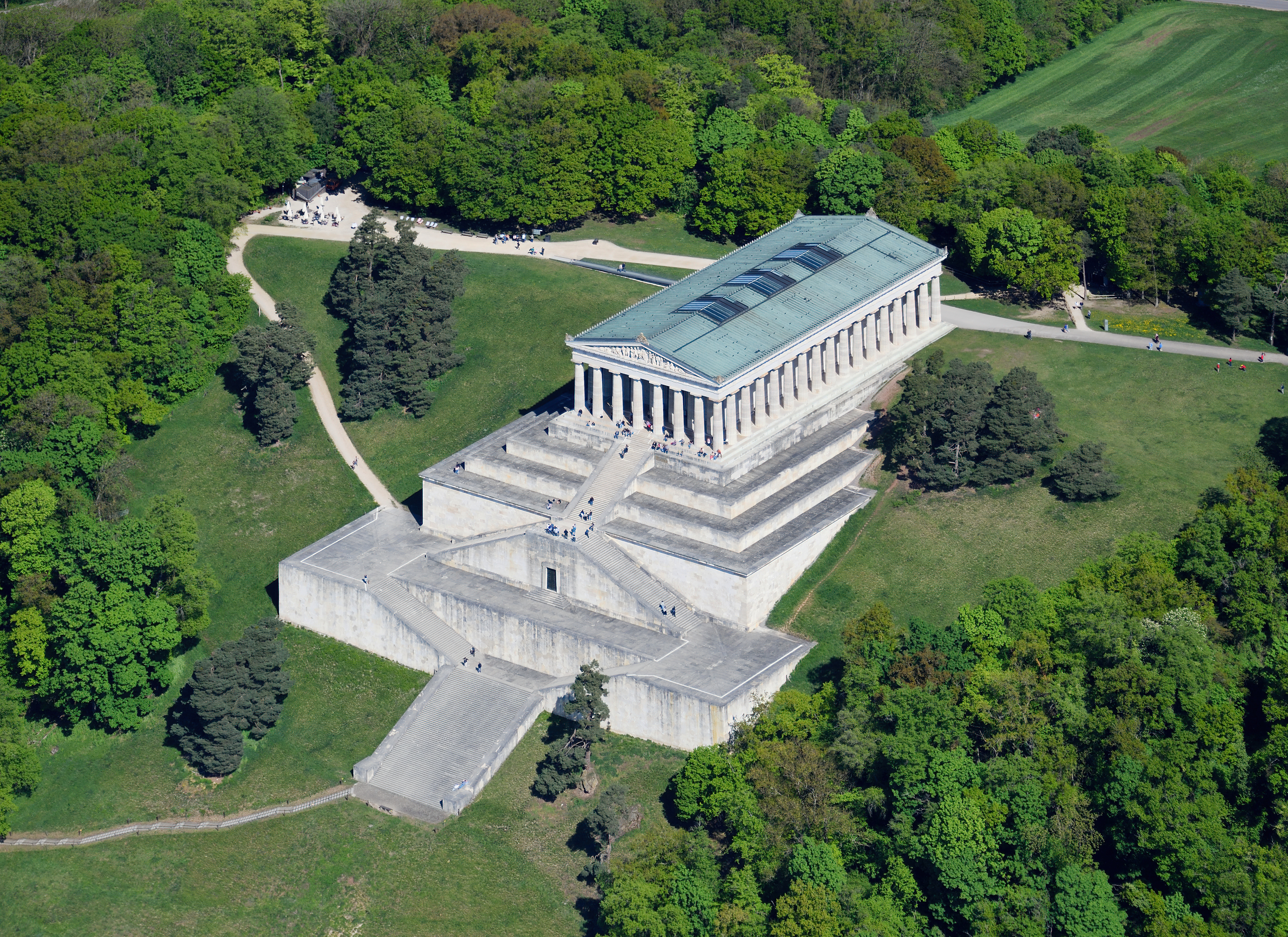
Luftbild der Gedenkstätte

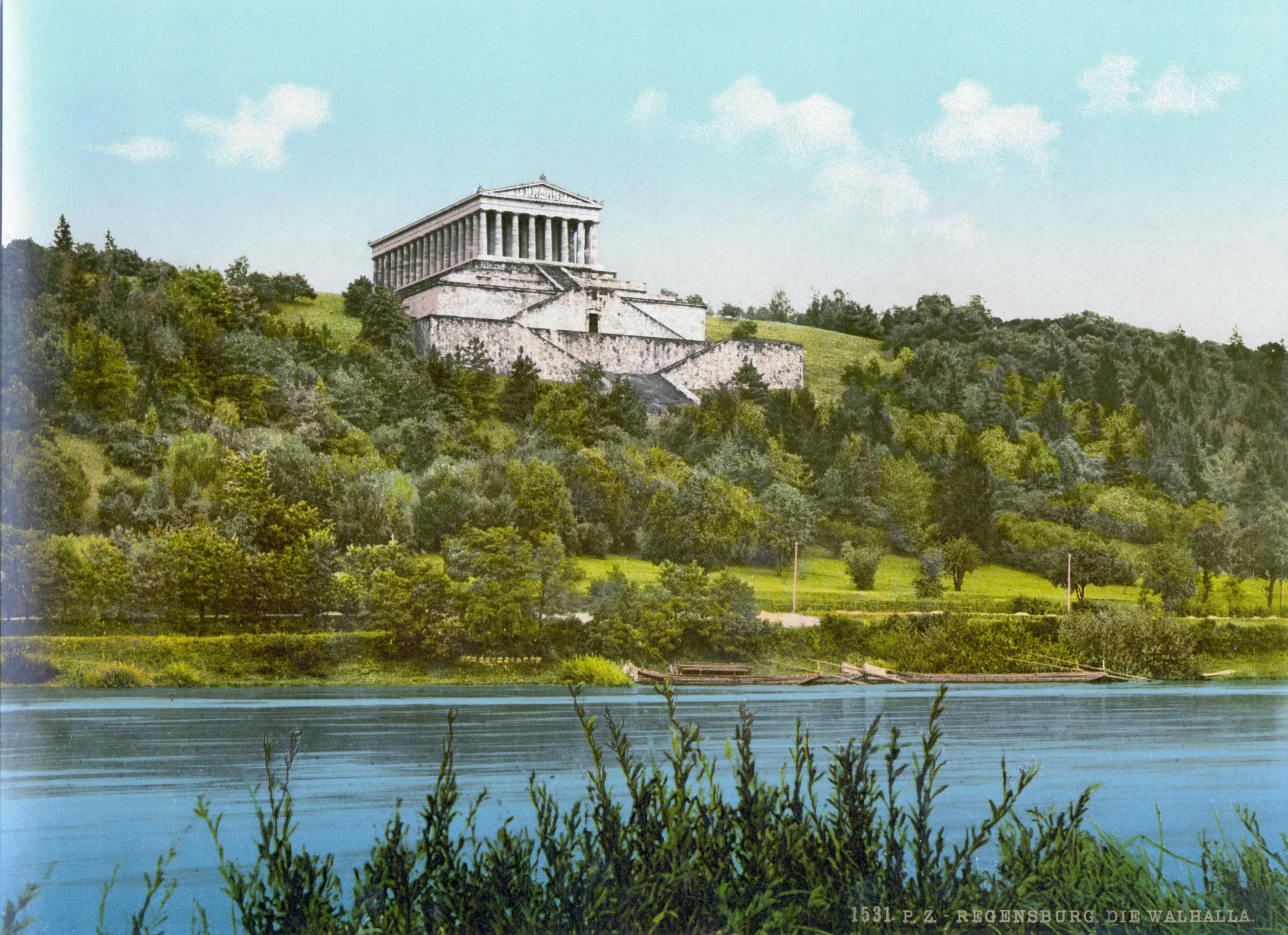
Farbdruck um 1900

Die Idee zur Errichtung der Walhalla, die nach Walhall, der Ruhestätte der Gefallenen in der nordischen Mythologie, benannt wurde, ist vor dem Hintergrund der politischen Situation zu Beginn des 19. Jahrhunderts zu sehen. Nach Niederlagen gegen Napoleon zerbrach das Heilige Römische Reich. Viele deutsche Fürsten arbeiteten, notgedrungen oder freiwillig, im Rheinbund mit den Franzosen zusammen. Das Kurfürstentum Bayern war seit 1805 mit Frankreich verbündet, wurde von Napoleon zum Königreich erhoben, und im Vierten Koalitionskrieg 1806/1807 marschierte Kronprinz Ludwig I. an der Seite der Franzosen gegen Preußen kämpfend in Berlin ein.
Die politische Schwächung der deutschsprachigen Staaten, die französische Besetzung und die Teilnahme vieler Deutscher an Napoleons verheerendem Russlandfeldzug 1812 wurden als tiefe Erniedrigung aufgefasst. Man begann zunehmend, eine positive gemeinsame nationale Identität in der Vergangenheit zu suchen, die sich an einer postulierten gemeinsamen Muttersprache orientierte, und wobei die Deutschen und die Germanen der Völkerwanderung weithin gleichgesetzt wurden. Die Jahrzehnte später erfolgte Errichtung nationaler Denkmäler, wie etwa des Hermannsdenkmals im Teutoburger Wald, die zwar meist klassizistischen Stiles waren, jedoch germanische Themen aufgriffen, ist ein Resultat dieser Identitätssuche.
Angesichts von „Teutschlands tiefster Schmach“ im Jahr 1806, als das Heilige Römische Reich aufgelöst wurde, ein Großteil des späteren Deutschlands als Rheinbund unter dem direkten Einfluss Napoleons stand und die linke Rheinseite zu Frankreich gehörte, ließ der damalige Kronprinz Ludwig bereits 1807 eine Serie von Büsten „rühmlich ausgezeichneter Teutscher“ erschaffen. „Kein Stand nicht, auch das weibliche Geschlecht nicht, ist ausgeschlossen. Gleichheit besteht in der Walhalla; hebt doch der Tod jeden irdischen Unterschied auf.“
Nur „teutscher Zunge zu seyn, wird erfordert, um Walhallas Genosse werden zu können“, so Ludwig, denn die Sprache „ist das große Band, das verbindet, wäre jedes andere gleich zernichtet; in der Sprache währt geistiger Zusammenhang“. Zu diesen „Teutschen“ zählte Ludwig auch viele historische Personen, die heute nicht als Deutsche betrachtet werden. So wurden Österreicher und Schweizer, aber auch Niederländer und Flamen, Russen, Angelsachsen, Römer, Goten, Vandalen zu den Geehrten gezählt.

### Planung und Bau

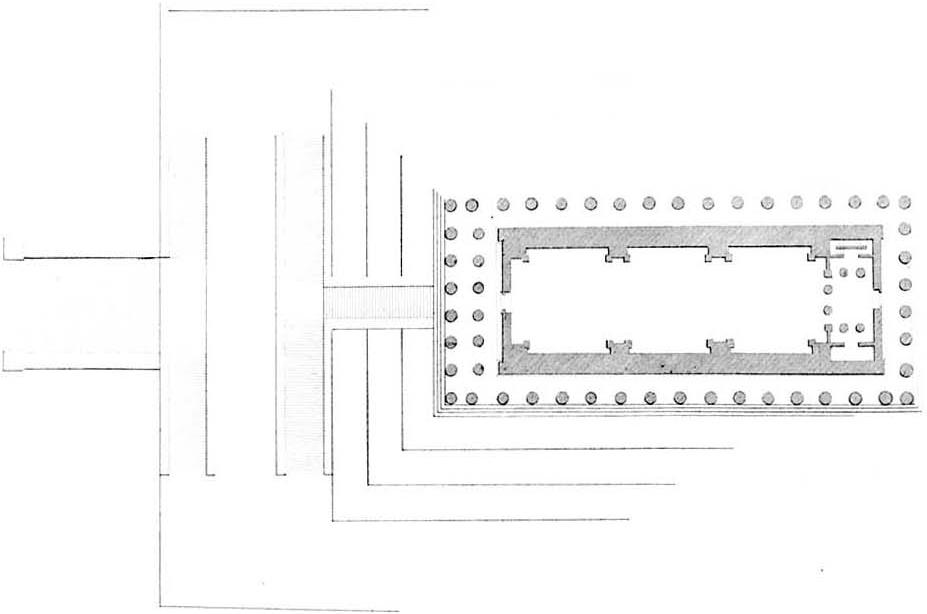
Grundriss der Walhalla

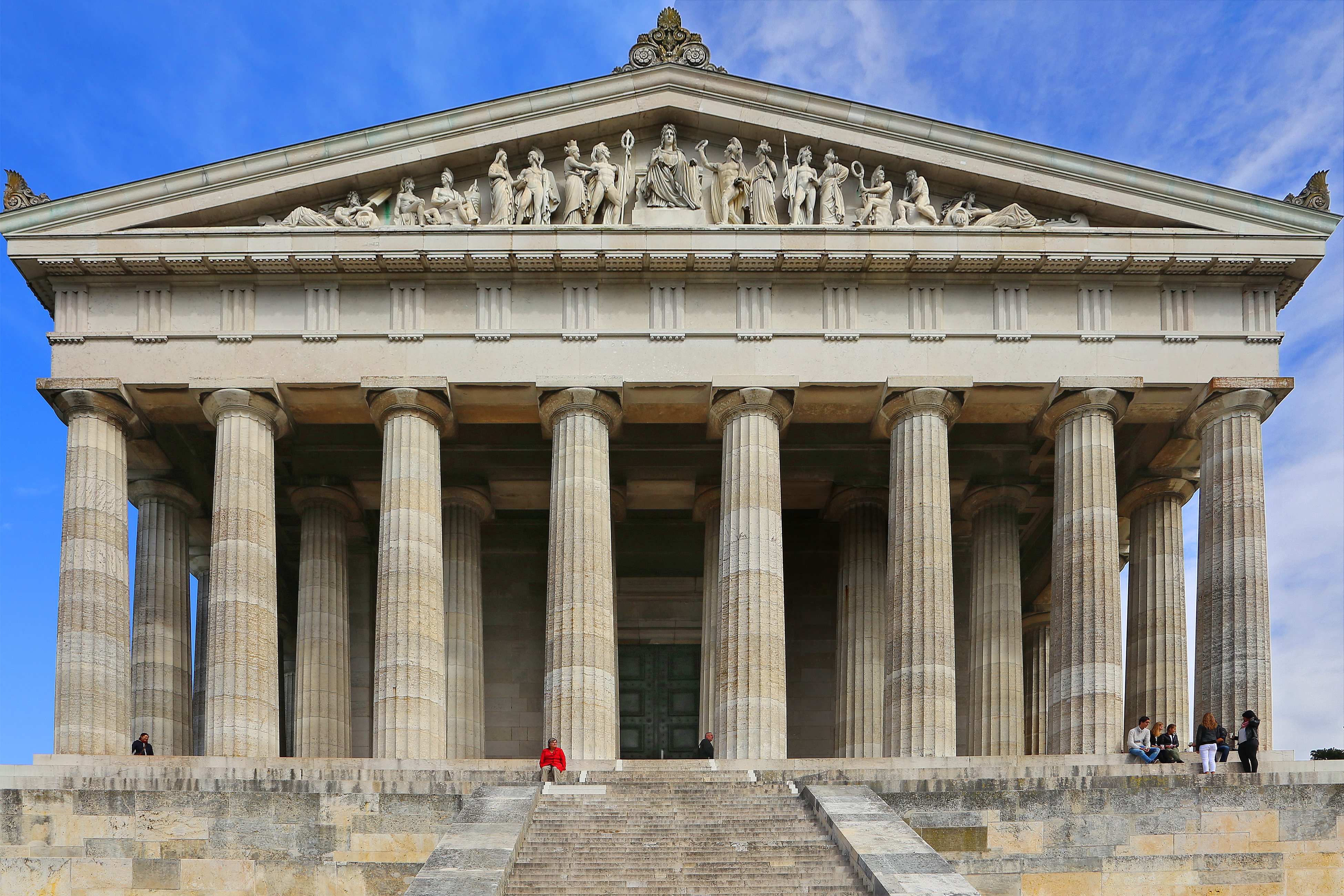
Tempelfassade von Klenze mit Giebelrelief von Schwanthaler

Ludwig hatte, wie in der ersten der drei Bodeninschriften vermerkt, schon im Januar 1807 den Beschluss gefasst, so bald wie möglich für fünfzig große Deutsche einen Ehrentempel zu errichten. Zusammen mit dem Schweizer Geschichtsschreiber Johannes von Müller, der auch den Namen Walhalla vorschlug, wählte er Persönlichkeiten aus, von Kaisern längst vergangener Zeiten über jüngst Verstorbene, wie Friedrich Schiller, bis zu Zeitgenossen wie Goethe und Joseph Haydn, und gab auf eigene Kosten deren Büsten in Auftrag, bei Bildhauern wie u. a. Johann Gottfried Schadow, dessen Sohn Rudolf Schadow, Joseph Maria Christen oder Christian Friedrich Tieck.
Während die ersten Büsten noch 1807 vollendet wurden, verzögerte sich die Planung und Fertigstellung eines angemessenen Gebäudes um Jahrzehnte. Erst nach der Niederlage Napoleons konnte 1814 ein Ideenwettbewerb ausgeschrieben werden. Die Ausschreibung trug die Überschrift: „Ein Gebäude, dem Andenken großer Deutschen bestimmt.“ Ludwig dachte als Standort für den klassizistischen Prachtbau zunächst an den Englischen Garten in München, erst später verlegte er sich auf die Ausführung auf einem Berg und außerhalb der Residenzstadt.
Der Entwurf im Stile des Parthenons geht auf Zeichnungen des Architekten und frühen Archäologen Carl Haller von Hallerstein zurück, der mit einem Stipendium des bayerischen Königlichen Hofes 1810 Griechenland bereiste und Baustudien am Original durchführte. Eine enge Korrespondenz mit Kronprinz Ludwig ist seit 1811 bezeugt. Sein Entwurf bestand aus 26 Zeichnungen, die er im November 1815 einreichte und heute in der Bayerischen Staatsbibliothek in München aufbewahrt werden. Nach seinem frühen Tode im Jahre 1817 erwarb der Architekt Leo von Klenze im Jahre 1819 ein umfangreiches Schriftstück von 175 Blättern Hallers mit Studien zur Walhalla und zur ebenfalls von Klenze gebauten Glyptothek. Für die Walhalla übernahm er einige wesentliche Ideen Hallers.
Bei Ludwigs Regierungsantritt 1825 waren bereits 60 Büsten vollendet, aber noch kein Bauplatz gefunden. Zusammen mit Klenze wurde der Bräuberg oberhalb des Donautals bei Donaustauf ausgewählt. Die Grundsteinlegung für den „Ruhmestempel“ erfolgte am 18. Oktober 1830, dem 17. Jahrestag der Völkerschlacht bei Leipzig. Klenze errichtete die Anlage in den Jahren 1831 bis 1842. Die Walhalla war mit Baukosten von vier Millionen Gulden Ludwigs teuerstes Projekt. (Etwa 82 Millionen Euro (2018))
Am 18. Oktober 1842, dem 29. Jahrestag der Völkerschlacht, eröffnete Ludwig I. den Bau mit Worten, die auf einem Stein vor der Walhalla zu lesen sind:

„Möchte Walhalla förderlich sein der Erstarkung und der Vermehrung deutschen Sinnes! Möchten alle Deutschen, welchen Stammes sie auch seien, immer fühlen, dass sie ein gemeinsames Vaterland haben, ein Vaterland auf das sie stolz sein können, und jeder trage bei, soviel er vermag, zu dessen Verherrlichung.“

Zur Eröffnungsfeier komponierte der bayrische Hofkapellmeister Joseph Hartmann Stuntz einen Festhymnus mit dem Titel Teutscher Bardengesang.

### Nachgeschichte

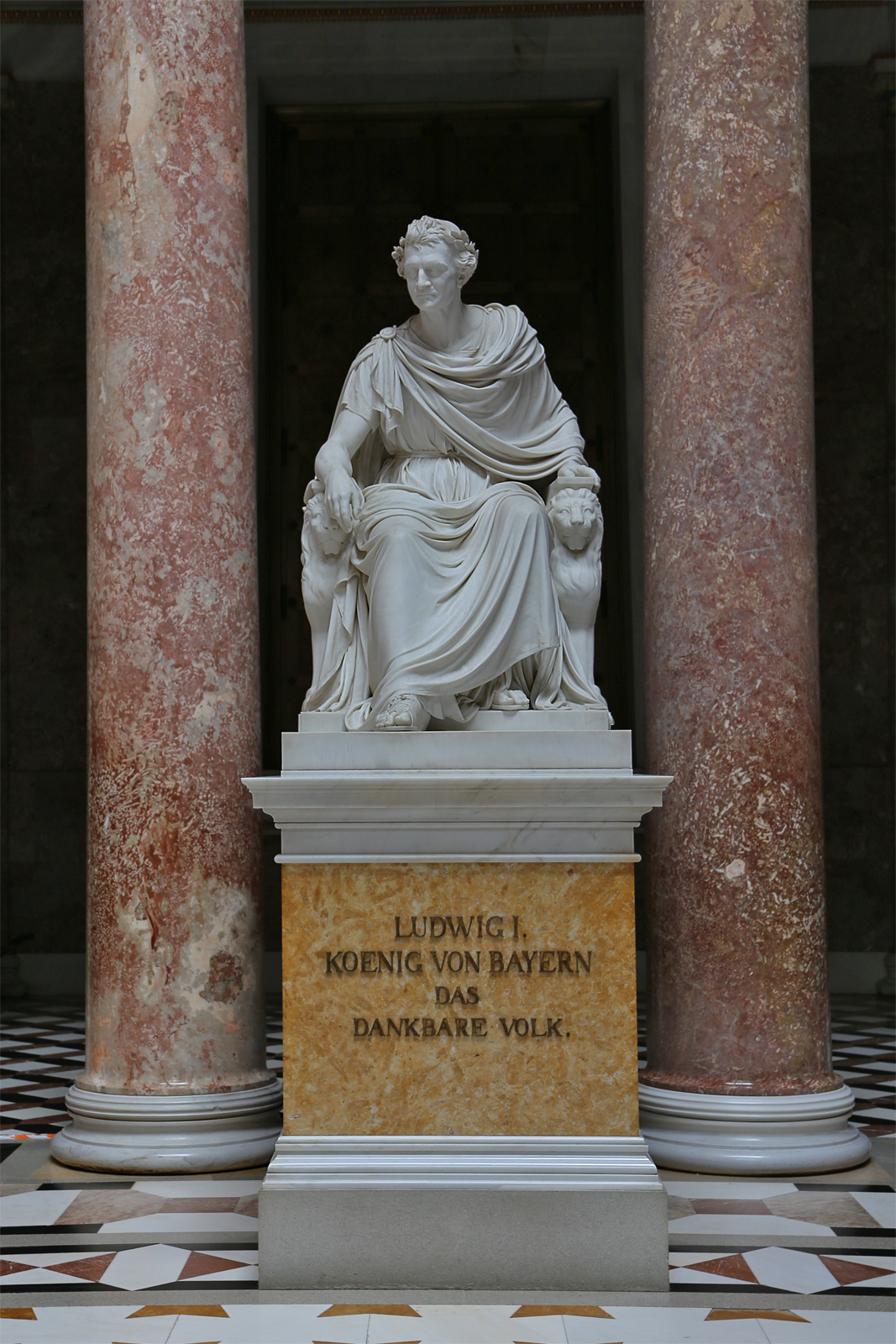
Sitzbild von Ludwig I.

Ludwig veröffentlichte selbst eine Beschreibung von Walhallas Genossen. Heinrich Heine verspottete diese als „Walhall-Wisch“ und kritisierte das Fehlen von Luther, der bei der Einweihung noch nicht aufgenommen war. Erst 1847 wurde auch die schon 1831 fertiggestellte Büste des Reformators eingestellt, der mit seiner Bibelübersetzung die deutsche Schriftsprache geprägt hatte.
Auch bedingt durch seine Affäre mit Lola Montez dankte Ludwig im Revolutionsjahr 1848 zugunsten seines Sohnes Maximilian II. ab. Wie auch die Eröffnungsfeier eher sparsam gehalten war, so erfolgten die weiteren Neuaufnahmen in Anwesenheit von Ludwig in einer schlichten Weise, zuletzt 1866 auch die Aufnahme von Ludwig van Beethoven. In diesem Jahr, inzwischen war sein Enkel Ludwig II. auf dem Thron, musste der 80-jährige Ludwig noch miterleben, wie der Deutsche Bruderkrieg dem Deutschen Bund nach einem halben Jahrhundert ein Ende bereitete.
Ludwig starb 1868, also zwischen der Gründung des Norddeutschen Bundes und seiner Erweiterung zum Deutschen Reich. Die erste Neuaufnahme von Skulpturen nach dem Tod des Gründers erfolgte erst 22 Jahre später und galt Ludwig I. selbst. „Das dankbare Volk“ ehrte „Ludwig, Koenig von Bayern“ 1890 mit einem großen Sitzbild. Schon 1862 hatte er testamentarisch die Walhalla „Deutschland, seinem großen Vaterlande“ vermacht und hinzugefügt, dass bei Auflösung des Deutschen Bundes Bayern den Besitz übernehme, mit der Einschränkung: „Würde später wieder ein Bund Deutschland vereinigen, würde Walhalla aufs neue Eigentum Deutschlands.“ Dies wurde jedoch nicht umgesetzt: Walhalla blieb Eigentum des Königreiches und späteren Freistaates Bayern.
Zwischen 2004 und 2014 musste das Gebäude für 13,3 Millionen Euro saniert werden. Die Sanierung betraf den gesamten Unterbau und das Dach. Auch die Entwässerung musste erneuert werden. Seit Anfang April 2015 steht die Walhalla der Öffentlichkeit wieder für Besichtigungen zur Verfügung.
Da aufgrund des Denkmalschutzes keine Geländer nachgerüstet werden dürfen, kam es bereits zu mehreren schweren Unfällen, darunter 2 mit Todesfolge (2020 und 2025), durch Stürze auf Treppen und Podeste.

## Beschreibung

### Architektur

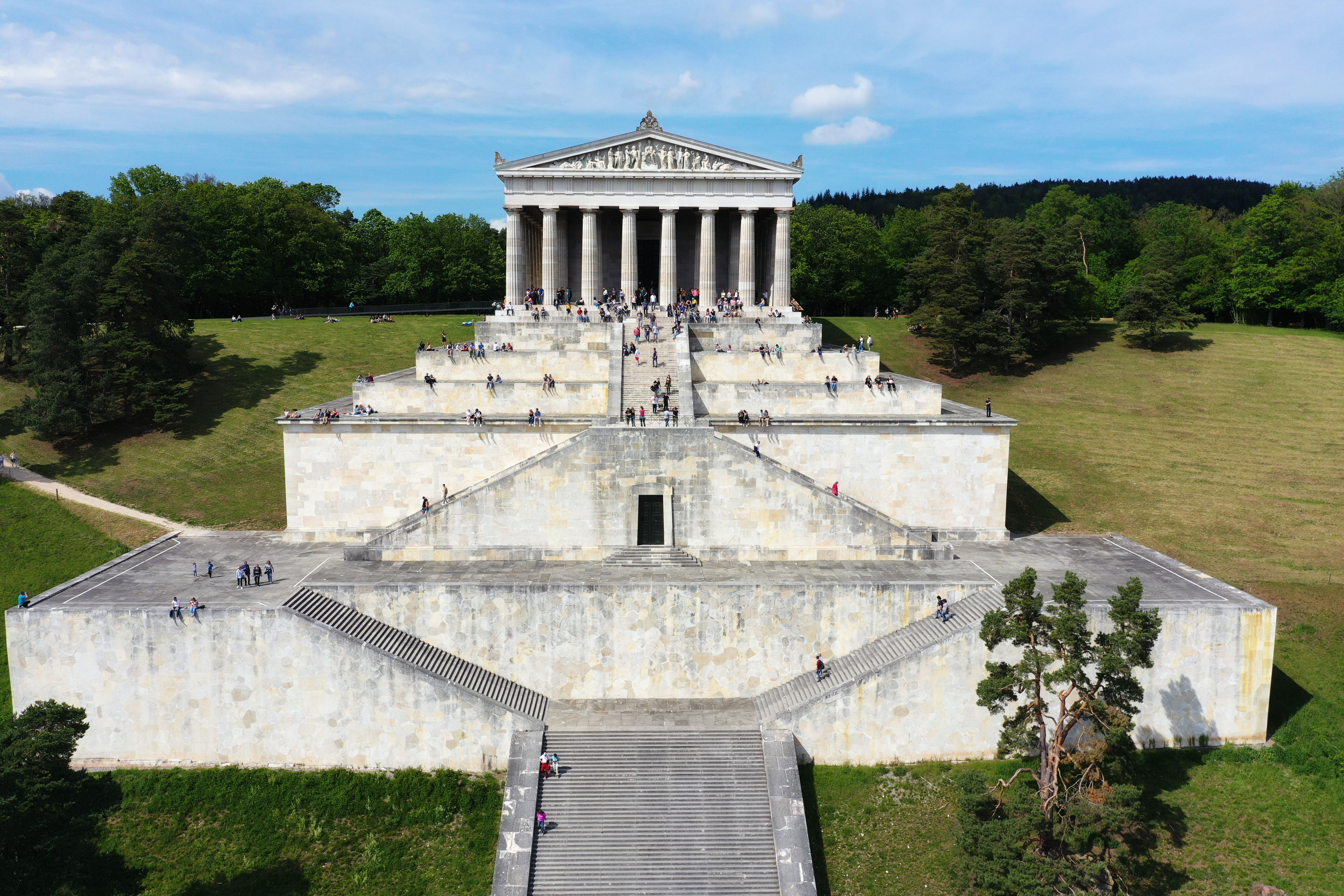
Außenansicht der Walhalla

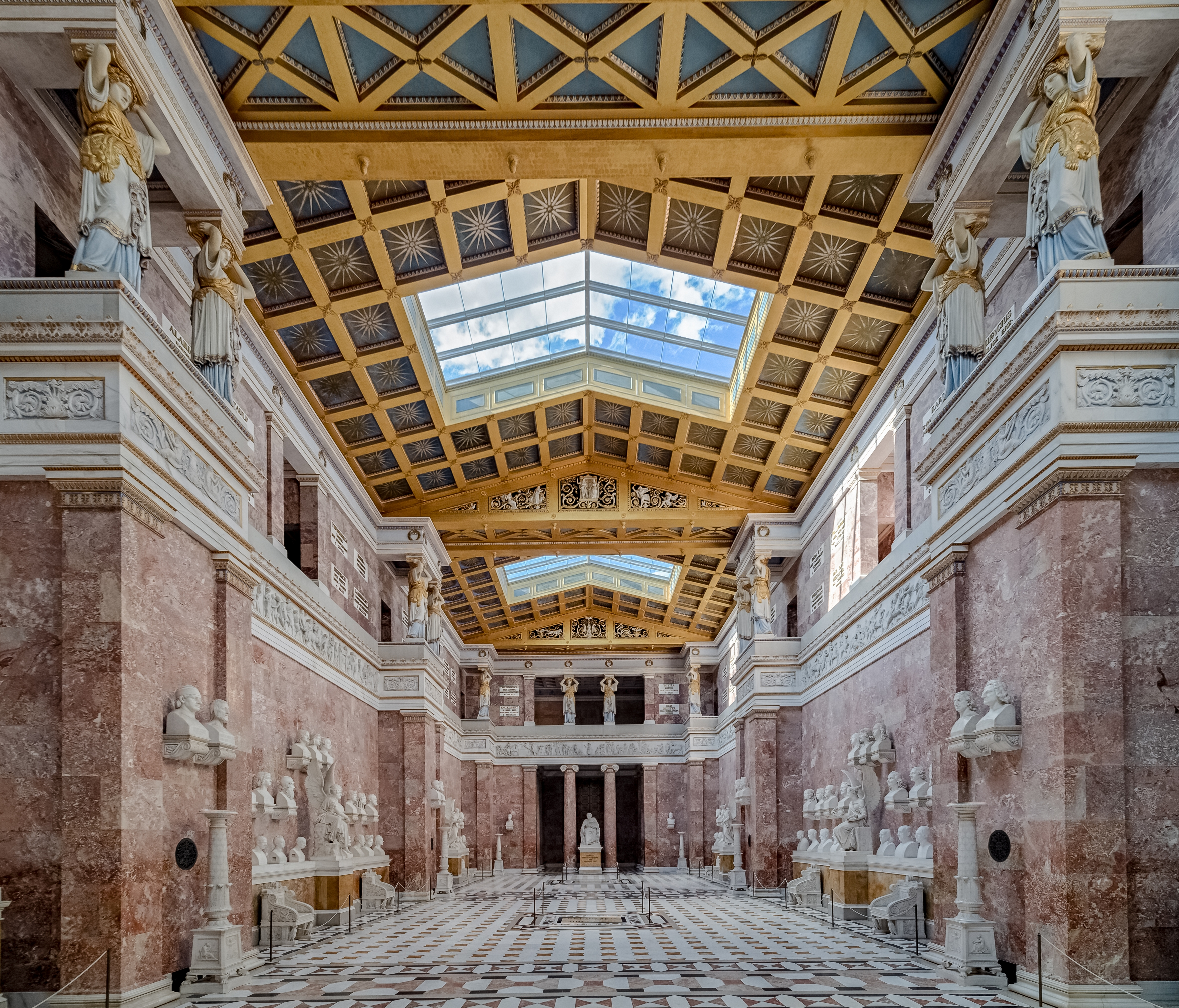
Innenansicht der Walhalla

Die Walhalla ist das älteste Beispiel einer Gruppe monumentaler Gedenkbauwerke Deutschlands, zusammen mit Ludwigs Befreiungshalle, dem Niederwalddenkmal bei Rüdesheim am Rhein, dem Völkerschlachtdenkmal in Leipzig, dem Kyffhäuserdenkmal, dem Deutschen Eck in Koblenz, dem Hermannsdenkmal bei Detmold, dem Kaiser-Wilhelm-Denkmal an der Porta Westfalica und der Berliner Siegessäule.
Der Architekt Leo von Klenze errichtete den als „Ruhmestempel“ gedachten Bau im Auftrag König Ludwigs I. von 1830 bis 1842, mit einer Außenfassade aus Untersberger und Kelheimer Kalkstein, für die Terrassenmauer ursprünglich ein Jura-Kalkstein aus Ebenwies an der Naab, hoch über der Donau in Donaustauf bei Regensburg. Im Innenbereich wurden weitere Werksteinssorten verbaut, darunter Carrara-Marmor und Laaser Marmor sowie Kalkstein aus Adnet, vom Untersberg, von Rosenheim, von Horwagen und vom Tegernsee sowie weitere Sorten für kleine Zierelemente im Fußboden. Die Gesamtanlage mit Unterbau ist 125 Meter lang und 55 Meter hoch.
Die Walhalla erhielt die Gestalt eines griechischen Tempels im Stil eines dorischen Peripteros nach dem Vorbild des Parthenons in Athen. Das Dach wird von einer für die damalige Zeit hochmodernen Eisenkonstruktion getragen. Die Länge des klassizistischen Tempelbaus beträgt 66,7 Meter, die Breite 31,6 Meter, die Höhe 20 Meter.
Das vollplastische Giebelfeld der Nordseite, entworfen von Christian Daniel Rauch und ausgeführt von Ludwig von Schwanthaler, zeigt links die Germanen unter Arminius in der Schlacht im Teutoburger Wald gegen die von Westen (rechts) anstürmenden Römer. Das südliche Giebelfeld stellt Teutschlands Befreyung im Jahr 1814 dar: In der Mitte Germania, von links und rechts nähern sich huldigend die deutschen Teilstaaten und Bundesfestungen, im Zwickel sind die Grenzflüsse Rhein und Mosel symbolisiert.
Im Innern ist die Walhalla 48,5 Meter lang, 14 Meter breit und 15,5 Meter hoch. Der umlaufende Fries von Martin von Wagner stellt die Frühgeschichte der Germanen, ihren Aufbruch vom Kaukasus und ihre Einwanderung in Mitteleuropa dar. Die letzte Etappe bildet die Bekehrung zum christlichen Glauben durch den Heiligen Bonifatius. Neben seiner dekorativen Funktion dient der Historienfries auch als optische Trennung zwischen der unteren Büstenzone und der oberen Tafelzone. Des Weiteren befinden sich im Innenraum zwölf Marmorsessel, die vom Bildhauer Ernst Mayer geschaffen wurden, und acht Marmorleuchter.

### Büsten

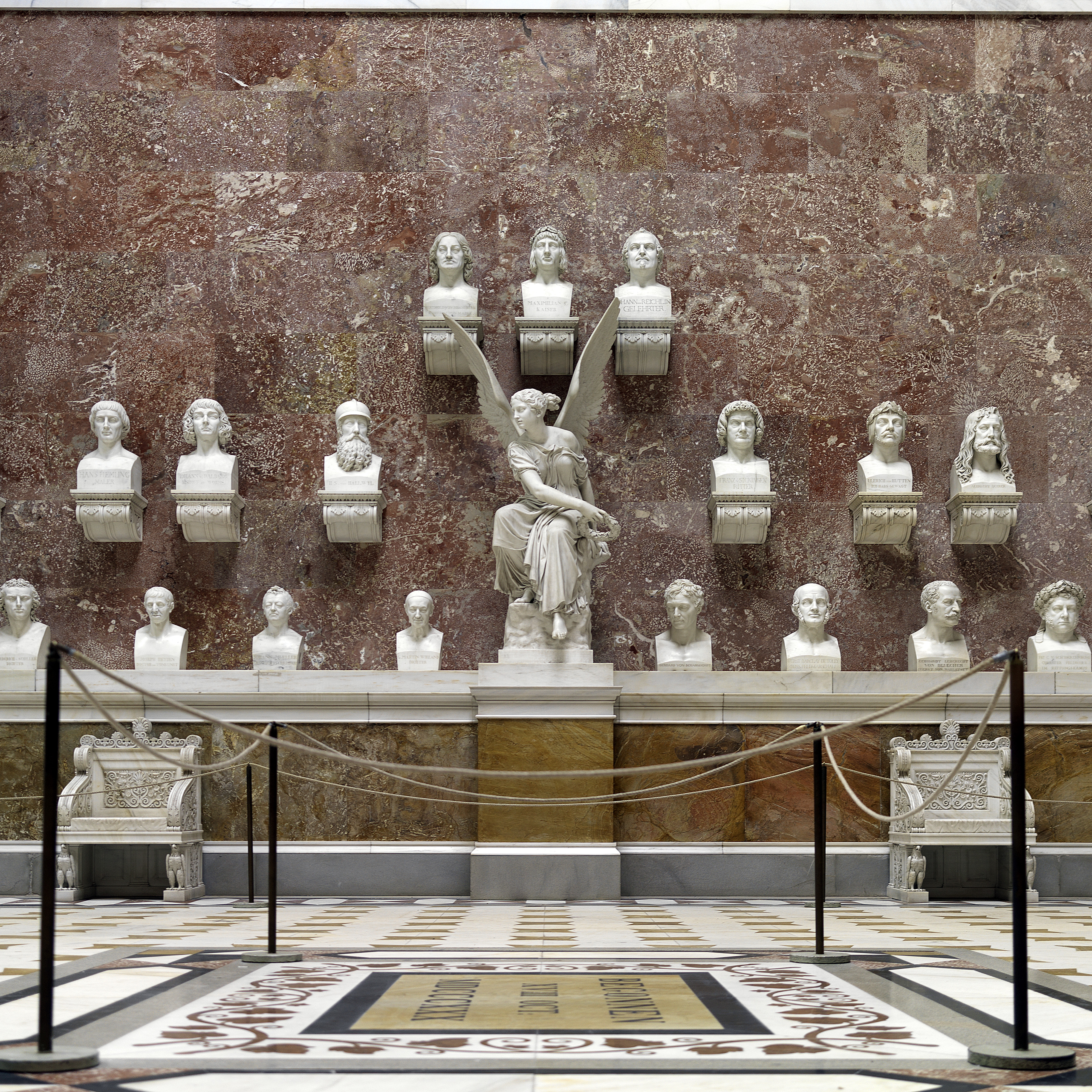
Büsten im unteren Wandbereich der Halle, mittig die Kranzwerfende Viktoria

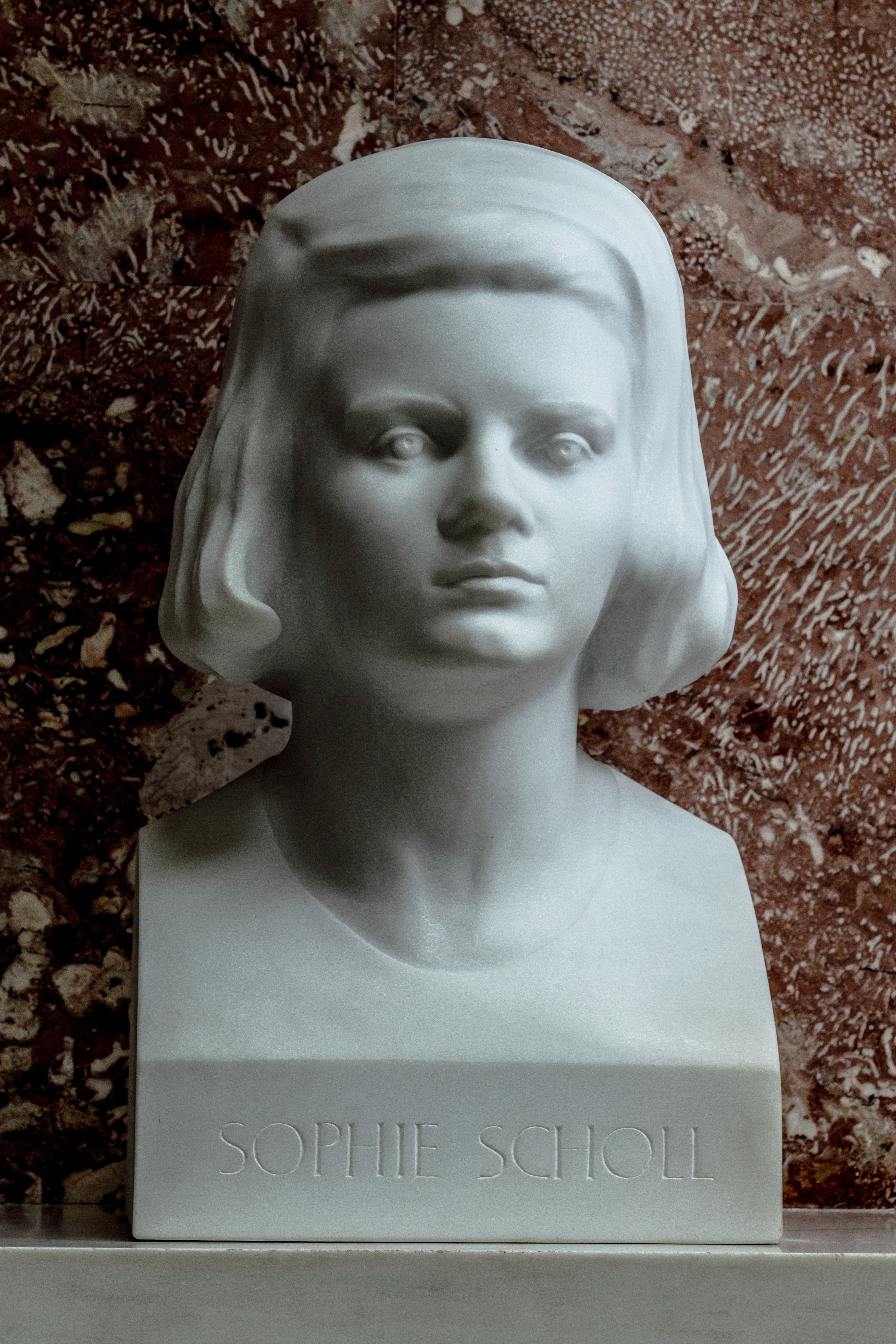
Büste von Sophie Scholl

Zur Eröffnung im Jahre 1842 wurden 160 Personen mit 96 Büsten und, in den Fällen fehlender authentischer Abbildungen oder bei historischen Ereignissen wie dem Rütlischwur, 64 Gedenktafeln geehrt. Gegenwärtig umfasst die Sammlung 132 Büsten und 65 Gedenktafeln, die an Personen und Ereignisse erinnern. 13 der Geehrten sind Frauen. Seit 1962 werden die ursprünglich 96 Büsten in Abständen von fünf bis sieben Jahren wieder ergänzt. Die Auswahl erfolgt durch den Bayerischen Ministerrat auf Empfehlung der Bayerischen Akademie der Wissenschaften.
Bei der Eröffnung 1842 wurden 96 der seit 1807 angefertigten Büsten in der Reihenfolge des Todesdatums, also des Eingangs ins mythologische Walhall, aufgestellt, im Uhrzeigersinn ausgehend von der Eingangstür, in zwei Reihen übereinander:
- Die ersten 70 Büsten, beginnend an der Pforte mit König Heinrich I. und mit Erzherzogin Maria Theresia auch wieder an der Pforte endend, wurden auf einzelnen Tragsteinen über Kopfhöhe an der Wand angebracht.
- Die weiteren 26 Büsten jüngerer Geehrter wurden weniger prominent in einer unteren Reihe nebeneinander auf Podesten aufgestellt, beginnend an der Pforte mit Lessing und endend zunächst mit Goethe, dem 1832 verstorbenen jüngsten der Originalmitglieder.

Da die Halle in drei Abteile unterteilt ist, ergeben sich so an den Seitenwänden sechs Büstengruppen, die um jeweils eine Walhalla-Viktoria des Bildhauers Christian Daniel Rauch herum aufgestellt wurde. Jede der klassizistischen Göttinnen verkörpert von der Freude bis zur Trauer ein anderes Gefühl des Sieges. Als populärste der sechs Walhalla-Viktorien gilt die Kranzwerfende Viktoria, welche an der linken Hallenwand mittig aufgestellt ist.
Eine Ausnahme in der Reihenfolge und Ausführung bildet das große Sitzbild von König Ludwig I., das 1890 freistehend an der Stirnseite der Halle vor dem Opisthodom errichtet wurde. Fünf Jahre nach der Eröffnung, im Herbst 1847, wurde mit Martin Luther der erste Neuzugang hinzugefügt, obwohl dessen Büste schon 1831 vollendet war. Daher steht Luther neben Johann Wolfgang Goethe, und beide werden von Luthers Zeitgenossen Nikolaus Kopernikus überragt. Am 6. Juni 1937 weihte Adolf Hitler mit großem Gefolge die Büste seines Lieblingskomponisten Anton Bruckner ein.
Seit 1847 wurden insgesamt 35 Büsten hinzugefügt, im Schnitt ungefähr alle fünf Jahre eine. In jüngerer Zeit werden vermehrt Frauen geehrt: Seit 1998 kamen vier Frauenbüsten und fünf Männerbüsten hinzu. Insgesamt sind sieben Büsten Frauen gewidmet. 2003 wurde die Büste der NS-Widerstandskämpferin Sophie Scholl an den prominenten letzten Platz neben dem Eingang gestellt. Neben ihr soll keine weitere Büste aufgestellt werden. Eine Gedenktafel auf dem Sockel ihrer Büste ehrt den Widerstand gegen den Nationalsozialismus: Im Gedenken an alle, die gegen Unrecht, Gewalt und Terror des „Dritten Reichs“ mutig Widerstand leisteten.
Am 12. September 2007 wurde die Büste des Mathematikers Carl Friedrich Gauß in die Walhalla aufgenommen und am 25. Juni 2009 die Büste der heiliggesprochenen Edith Stein. Am 28. Juli 2010 folgte eine Büste für den Schriftsteller und Walhalla-Kritiker Heinrich Heine. Am 29. Mai 2019 wurde eine Büste von Käthe Kollwitz aufgestellt. Die bisher jüngste Aufnahme ist eine Büste des Physikers und Nobelpreisträgers Max Planck; sie wurde vom Bildhauer Johann Brunner geschaffen und am 15. Juli 2022 auf den drittletzten Freiplatz nach Aufstellungsplan eingeweiht.
Die folgenden Nummern der Büsten entsprechen denen im Begleitheft Walhalla – amtlicher Führer von 2008, der die Exponate beider Reihen im Uhrzeigersinn von 1 bis 132 durchnummeriert. Dabei ist zu beachten, dass die Büsten der jeweils oberen Reihen die ältesten sind, aber nach der Zählweise irreführend höhere Nummern tragen können als jüngere Büsten der unteren Reihen. Eine Chronologie folgt aus den Nummern nicht in trivialer Weise. Seit 2008 kamen die Nummern 121 (Edith Stein, 2009), 126 (Heinrich Heine, 2010), 127 (Käthe Kollwitz, 2019) und 128 (Max Planck, 2022) hinzu. Die Nummer dient in der Walhalla zum Auffinden des Standplatzes der Büste bzw. des Eintrags im Heft und zum Abruf im Sprachausgabegerät.
Obere Reihe
| Nr. | Artikel – Inschrift – Beschreibung (Bildhauer, Jahr)                                                                                                   |
| --- | --- |
|     | Büsten obere Reihe links vom Eingang |
| 001 | Heinrich I. – Heinrich der Finkler, König der Teutschen (Schadow, 1809)                                                                                |
| 002 | Otto I. – Otto der Große, Teutscher Kaiser (Schadow, 1809)                                                                                             |
| 003 | Konrad II. – Konrad der Salier, Teutscher Kaiser (Schadow, 1809)                                                                                       |
| 006 | Friedrich I. – Barbarossa, Kaiser – Kaiser des Heiligen Römischen Reiches (Franz Xaver Schwanthaler, 1838)                                             |
| 007 | Heinrich der Löwe – Herzog von Sachsen und Bayern (Schadow, 1811, Foto)                                                                                |
| 008 | Friedrich II. – Kaiser – Kaiser des Heiligen Römischen Reiches (Tieck, 1814)                                                                           |
| 009 | Rudolph von Habsburg – Kaiser – deutscher König (Tieck, 1832)                                                                                          |
| 015 | Erwin von Steinbach – Baumeister (Ohmacht, 1811) |
| 016 | Johannes Gutenberg – Hennes Genzschfleich, Johann von Guttenberg, Erfinder der Buchdruckkunst (Matthiä, 1835)                                          |
| 017 | Jan van Eyck – Iohann van Eyck, Maler – flämischer Maler (Tieck, 1817–1842)                                                                            |
| 018 | Friedrich – der Siegreiche, Churfürst von der Pfalz (Lossow, 1842)                                                                                     |
| 024 | Johann Müller Regiomontanus – Gelehrter – Astronom und Mathematiker (Lossow, 1842, Foto)                                                               |
| 025 | Niklaus von Flüe – Bruder Nikolaus von der Fluee – Schweizer Einsiedler, Asket und Mystiker (Tieck, 1812)                                              |
| 026 | Eberhard im Bart – Herzog von Würtemberg, geb. 1445 gest. 1496 (Wagner, 1830)                                                                          |
| 027 | Hans Memling – Hans Hemling, Maler (Woltreck, 1841, Foto)                                                                                              |
| 028 | Johann XX. von Dalberg – Bischof zu Worms – Kanzler der Universität Heidelberg (Modell: Halbig, Ausführung: Lossow, nach 1867)                         |
| 029 | H.S. von Hallwyl – Schweizer Offizier (Joseph Maria Christen, 1812)                                                                                    |
| 035 | Berthold von Henneberg – Kurfürst von Mainz – Fürstbischof (E. Mayer, 1824)                                                                            |
| 036 | Maximilian I. – Kaiser – Kaiser des Heiligen Römischen Reiches (P. Kaufmann, 1811)                                                                     |
| 037 | Johannes von Reuchlin – Gelehrter – Philosoph und Humanist (Heinrich Max Imhof, 1835)                                                                  |
| 038 | Franz von Sickingen – Ritter – Anführer der rheinischen und schwäbischen Ritterschaft (Ernst von Bandel, 1827)                                         |
| 039 | Ulrich von Hutten – Ich habs gewagt – Reichsritter und Humanist (Joseph Kirchmayer, 1811, Foto links)                                                  |
| 040 | Albrecht Dürer – Maler (Rauch, 1837, Foto) |
| 041 | Georg von Frundsberg – Landsknechtführer (Widnmann, 1841)                                                                                              |
| 047 | Peter Vischer der Ältere – Künstler in Erz – Erzgießer (F. Müller, 1839)                                                                               |
| 048 | Johannes Aventinus – Iohann Thurmayr, genannt Aventin, Geschichtschreiber – Chronist (Modell: L. Schwanthaler, 1827; Ausführung: Horchler, 1841, Foto) |
| 049 | Wolter von Plettenberg – Walther v. Plettenberg, Heermeister in Liefland – Deutschordensmeister (L. Schwanthaler, 1832)                                |
| 050 | Erasmus von Rotterdam – Gelehrter und Humanist (Tieck, 1813)                                                                                           |
| 051 | Paracelsus – Theophrastus Paracelsus von Hohenheim, Arzt (E. Wolff, 1827)                                                                              |
| 052 | Nicolaus Copernicus – Astronom (Schadow, 1807, Foto)                                                                                                   |
| 058 | Hans Holbein der Jüngere – Maler (Lossow, 1840) |
| 059 | Carl V. – Kaiser – König von Spanien, Kaiser des Heiligen Römischen Reiches (F. X. Schwanthaler, 1842)                                                 |
| 060 | Christoph – Herzog von Württemberg (Bissen, 1831) |
| 061 | Aegidius Tschudi – Schweizer Historiker (Tieck, 1817)                                                                                                  |
| 067 | Wilhelm von Oranien – Niederländischen Freistaates Stifter (Tieck, 1815)                                                                               |
|     | Büsten obere Reihe rechts vom Standbild Ludwigs I. |
| 069 | August I. – Churfürst von Sachsen (Rietschel, 1840, Foto)                                                                                              |
| 070 | Julius Echter von Mespelbrunn – Bischof zu Würtzburg (Scholl, 1840, Foto)                                                                              |
| 071 | Prinz Moritz von Oranien – Generalkapitän der Streitkräfte der Vereinigten Niederlande (Tieck, 1815, Foto)                                             |
| 072 | Johannes Kepler – Iohann Keppler, Sternkundiger – Mathematiker und Astronom (Schöpf, 1842, Foto)                                                       |
| 073 | Albrecht von Wallenstein – Herzog von Friedland – General im Dreißigjährigen Krieg (Tieck, 1812, Foto)                                                 |
| 079 | Bernhard von Sachsen-Weimar – Herzog Bernhard von Weimar – Heerführer im Dreißigjährigen Krieg (Tieck, 1812/13)                                        |
| 080 | Peter Paul Rubens – Rubens – flämischer Maler (Lamine, 1809)                                                                                           |
| 081 | Anton van Dyck – Mahler – flämischer Maler (Rauch, 1812)                                                                                               |
| 082 | Hugo de Groot – genannt Grotius – niederländischer Rechtsgelehrter (Tieck, 1814)                                                                       |
| 088 | Maximilian von und zu Trauttmansdorff – Graf Max von Trauttmansdorff, Friedensstifter – österreichischer Politiker (Schaller, 1824)                    |
| 089 | Maximilian I. – Churfürst von Baiern, geb. 1573, gest. 1651 (Imhof, 1832)                                                                              |
| 090 | Amalie Elisabeth von Hanau-Münzenberg – Amalia, Landgräfin von Hessen (Tieck, 1817, Foto)                                                              |
| 091 | Maarten Tromp – Mart. Harpertson Tromp, holländisher Admiral (Kessels, 1825, Foto)                                                                     |
| 092 | Paris von Lodron – Paris Lodron, Bischof von Salzburg (Eberhard, 1814)                                                                                 |
| 093 | Frans Snyders – Mahler – flämischer Maler (Rauch, 1814)                                                                                                |
| 099 | Karl X. Gustav – König von Schweden (Tieck, 1816) |
| 100 | Johann Philipp von Schönborn – Churfürst von Mainz – Fürstbischof (Tieck, 1818)                                                                        |
| 101 | Ernst der Fromme – Herzog von Gotha (Tieck, 1815) |
| 102 | Michiel de Ruyter – Michael Adrian Ruyter, Admiral – niederländischer Admiral (Tieck, 1817)                                                            |
| 103 | Otto von Guericke – Otto de Guerice – Naturwissenschaftler und Ingenieur (Rathgeber, 1811)                                                             |
| 104 | Friedrich Wilhelm von Brandenburg – der Große Churfürst – Kurfürst von Brandenburg (Wichmann, 1828)                                                    |
| 105 | Karl V. – Herzog von Lothringen (Tieck, 1817) |
| 111 | Wilhelm III. – König von Großbritanien (Haller, 1816, Foto)                                                                                            |
| 112 | Ludwig Wilhelm von Baden – Ludwig Markg. v. Baden, Reichsfeldmarschall – genannt der „Türkenlouis“ (Widnmann, 1842)                                    |
| 113 | Gottfried Wilhelm Leibniz – Wilhelm Gottfried Leibnitz – Universalgelehrter (Schadow, 1808)                                                            |
| 114 | Herman Boerhaave – Arzt – niederländischer Mediziner (Leeb, 1823)                                                                                      |
| 115 | Moritz v. Sachsen – Mareschal de France – Feldherr und Kriegstheoretiker (Tieck, 1813)                                                                 |
| 116 | Georg Friedrich Händel – Geor. Gottf. Haendel, Tonsetzer – Komponist (R. Schadow, 1815)                                                                |
| 122 | Nicolaus Ludewig Graf von Zinzendorf – Stifter der Brueder Gemeinde – Theologe und Liederdichter (Tieck, 1818)                                         |
| 123 | Burkhard Christoph von Münnich – Graf Münich, Russ. Feldmarschall – Ingenieur und Generalfeldmarschall in russischen Diensten (Lossow, 1841, Foto)     |
| 124 | Johann Joachim Winckelmann – Winkelmann – Archäologe und Kunstwissenschaftler (R. Schadow, 1814)                                                       |
| 125 | Wilhelm Graf v. d. Lippe Schaumburg – der Portugiese – Heerführer im Siebenjährigen Krieg (Schadow, 1809, Foto)                                        |
| 129 | Albrecht v. Haller – Schweizer Naturforscher und Dichter (Schadow, 1808)                                                                               |
| 130 | Anton Raphael Mengs – Raphael Mengs, Mahler (Rauch, 1808)                                                                                              |
| 131 | Maria Theresia – Teutsche Kaiserin – Erzherzogin von Österreich, Königin von Ungarn und Böhmen (Eberhard, 1811/2, Foto)                                |

Untere Reihe
| Nr. | Artikel – Inschrift – Beschreibung (Bildhauer, Jahr) |
| --- | --- |
|     | Büsten untere Reihe links vom Eingang |
| 004 | Gotthold Ephraim Lessing – Gotthold Ephr. Lessing – Dichter (Tieck, 1813) |
| 005 | Friedrich II. von Preußen – Fridericus II. Rex (Schadow, 1807) |
| 010 | Christoph Willibald Gluck – Komponist (Dannecker, 1812) |
| 011 | Gideon Ernst von Laudon – Ernst Gideon Greyherr v. Loudon, oe. Feldmarschall, geboh. 1716 in Liefland gest. 1790 (Kiesling, 1813)                                                                             |
| 012 | Wolfgang Amadeus Mozart – Tondichter (F. X. Schwanthaler, 1846, Foto) |
| 013 | Ferdinand – Hannovers Befreier – preußischer Generalfeldmarschall (Schadow, 1808) |
| 014 | Justus Möser – Advocatus Patriae – Jurist und Publizist (Schmidt von der Launitz, 1821) |
| 019 | Gottfried August Bürger – Dichter (Tieck, 1817) |
| 020 | Katharina II. – Kaiserin von Russland, geb. 1729, gest. 1796 – genannt „Katharina die Große“, Zarin (Wredow, 1831, Foto)                                                                                      |
| 021 | Klopstock – der heilige Sänger – Dichter (Schadow, 1808, Foto) |
| 022 | Wilhelm Heinse – Dichter und Gelehrter – Schriftsteller (Haller / Mayer, 1826, Foto) |
| 023 | Johann Gottfried Herder – Herder – Dichter und Philosoph (Tieck, 1815) |
| 030 | Immanuel Kant – Imanuel Kant – Philosoph (Schadow, 1808, Foto) |
| 031 | Friedrich v. Schiller – Dichter (Dannecker, 1794) |
| 032 | Joseph Haydn – Joseph Heyden, Doctor der Tonkunst (Robatz, 1810) |
| 033 | Johannes von Müller – Johann Mueller, Geschichtsschreiber – Schweizer Historiker (Schadow, 1808) |
| 034 | Christoph Martin Wieland – Dichter (Schadow, 1807) |
| 042 | Gerhard von Scharnhorst – preußischer General (Rauch, 1830) |
| 043 | Fürst Barclay de Tolly – Russ. Feldmarschall – General in russischen Diensten (Widnmann, 1841, Foto) |
| 044 | Gebhard Leberecht von Blücher – Fürst von Wahlstatt – preußischer Generalfeldmarschall (Rauch, 1817, Foto) |
| 045 | Fst. C. v. Schwarzenberg – Oberster Feldherr im Rettungskampf – österreichischer Feldmarschall – (Schaller, 1821, Foto)                                                                                       |
| 046 | Wilhelm Herschel – Herschel, Sternkundiger – Astronom (Eberhard, 1816, Foto) |
| 053 | Gr. Diebitsch Sabalkanski – Russ. Feldmarschall (Rauch, 1830, Foto) |
| 054 | Heinrich Friedrich Karl vom und zum Stein – H. F. Carl Fhr. vom Stein, der teutschen Befreyung Grundstein – preußischer Politiker (Leeb, 1825, Foto)                                                          |
| 055 | August Neidhardt von Gneisenau – August Wilhelm Graf v. Gneisenau, preuss. Feldmarschall (Tieck, 1842, Foto)                                                                                                  |
| 056 | Johann Wolfgang von Goethe – Goethe – Dichter (Tieck, 1808, Foto) |
| 057 | Martin Luther – Doctor Martin Luther – Reformator (Rietschel, 1831, Aufnahme Herbst 1847, Foto) |
| 062 | Karl von Österreich-Teschen – Erzherzog Carl, Generalissimus – österreichischer Feldherr (Zauner, 1809; Aufnahme: 1853, Foto)                                                                                 |
| 063 | Josef Wenzel Radetzky von Radetz – Graf Joseph Radetzky, oest. Feldmarschall (Halbig, 1858, Foto) |
| 064 | Friedrich Wilhelm Joseph Schelling – Weltweiser – Philosoph (Modell: Tieck 1809, Ausführung: Lossow 1859, Aufnahme: 1860, Foto)                                                                               |
| 065 | Ludwig van Beethoven – Tondichter – Komponist (Modell: Dietrich 1822, Ausführung: Lossow 1866, Foto) |
| 066 | Wilhelm I. – Wilhelm der Siegreiche, Deutscher Kaiser u. König v. Preußen (Knoll, Aufstellung: 22. März 1898, Foto)                                                                                           |
|     | Standbild |
| 068 | Ludwig I. von Bayern – Ludwig I., König von Bayern. Das dankbare Volk (Ferdinand v. Miller d. Jüngere, 25. August 1890)                                                                                       |
|     | Büsten untere rechts vom Standbild Ludwigs I. |
| 074 | Otto von Bismarck – Bismarck – deutscher Reichskanzler (Kurz, 18. Oktober 1908, Foto) |
| 075 | Helmuth Karl Bernhard von Moltke – Moltke – preußischer Generalfeldmarschall (Hahn, 10. Mai 1910, Foto) |
| 076 | Richard Wagner – Komponist (Bleeker, 29. Mai 1913, Foto) |
| 077 | J.S. Bach – Komponist (Behn, 11. Juli 1916, Foto) |
| 078 | Justus v. Liebig – Chemiker (Georgii, 9. Juni 1925) |
| 083 | Friedrich Ludwig Jahn – Jahn – Turnvater (G. Müller, Aufstellung: 14. Oktober 1928) |
| 084 | Franz Schubert – Komponist (Weckbecker, Aufstellung: 25. November 1928) |
| 085 | Joseph Görres – Goerres – Publizist (Mattes, 5. September 1931) |
| 086 | Anton Bruckner – Komponist (Rothenburger, 6. Juni 1937) |
| 087 | Max Reger – Reger – Komponist (G. Müller, 19. März 1948) |
| 094 | Adalbert Stifter – Schriftsteller (Hajek, 26. September 1954) |
| 095 | Joseph Freiherr von Eichendorff – v. Eichendorff – Dichter (Knecht, 13. Oktober 1957) |
| 096 | W. C. Röntgen – Physiker (Rothenburger, 5. Juli 1959) |
| 097 | Max von Pettenkofer – Pettenkofer – Chemiker und Mediziner (Fiedler, 23. September 1962) |
| 098 | Jakob Fugger – Augsburger Kaufmann (Ladner, 7. Juli 1967, Foto) |
| 106 | Jean Paul – Schriftsteller (Sonnleitner, 14. Juli 1973) |
| 107 | Richard Strauss – Komponist (Mikorey, 14. Juli 1973) |
| 108 | Carl Maria von Weber – Komponist (Schorer, 12. Juni 1978) |
| 109 | Gregor Mendel – Mendel, Johann Gregor – Naturforscher (Hafner, 23. September 1983) |
| 110 | Albert Einstein – A. Einstein (als seine Unterschrift) – Physiker (Uhlig, 23. Mai 1990, Foto) |
| 117 | Karolina Gerhardinger – Theresia Gerhardinger – Ordensgründerin (Uhlig, 3. September 1998) |
| 118 | Konrad Adenauer – erster Bundeskanzler der Bundesrepublik Deutschland (Weiland, 15. September 1999, Foto) |
| 119 | Johannes Brahms – Komponist (Knobloch, 14. September 2000) |
| 120 | Carl Friedrich Gauss – Mathematiker und Astronom (Arfmann, 12. September 2007) |
| 121 | Edith Stein – als „Hlg. Teresia Benedicta vom Kreuz“ eine Patronin Europas, Ordensfrau und Philosophin, ermordet in Auschwitz (Brunner, 25. Juni 2009, Foto)                                                  |
| 126 | Heinrich Heine – Dichter (Gerresheim, 28. Juli 2010) |
| 127 | Käthe Kollwitz – Grafikerin, Malerin und Bildhauerin (Spiekermann, 29. Mai 2019, Foto) |
| 128 | Max Planck – Physiker, Nobelpreisträger, Begründer der Quantenphysik (Brunner, 15. Juli 2022, Foto) |
| 132 | Sophie Scholl – NS-Widerstandskämpferin (Eckert, 22. Februar 2003, Foto; auf dem Postament: In Gedenken an alle, die gegen Unrecht, Gewalt und Terror des „Dritten Reichs“ mutig Widerstand leisteten., Foto) |

### Tafeln

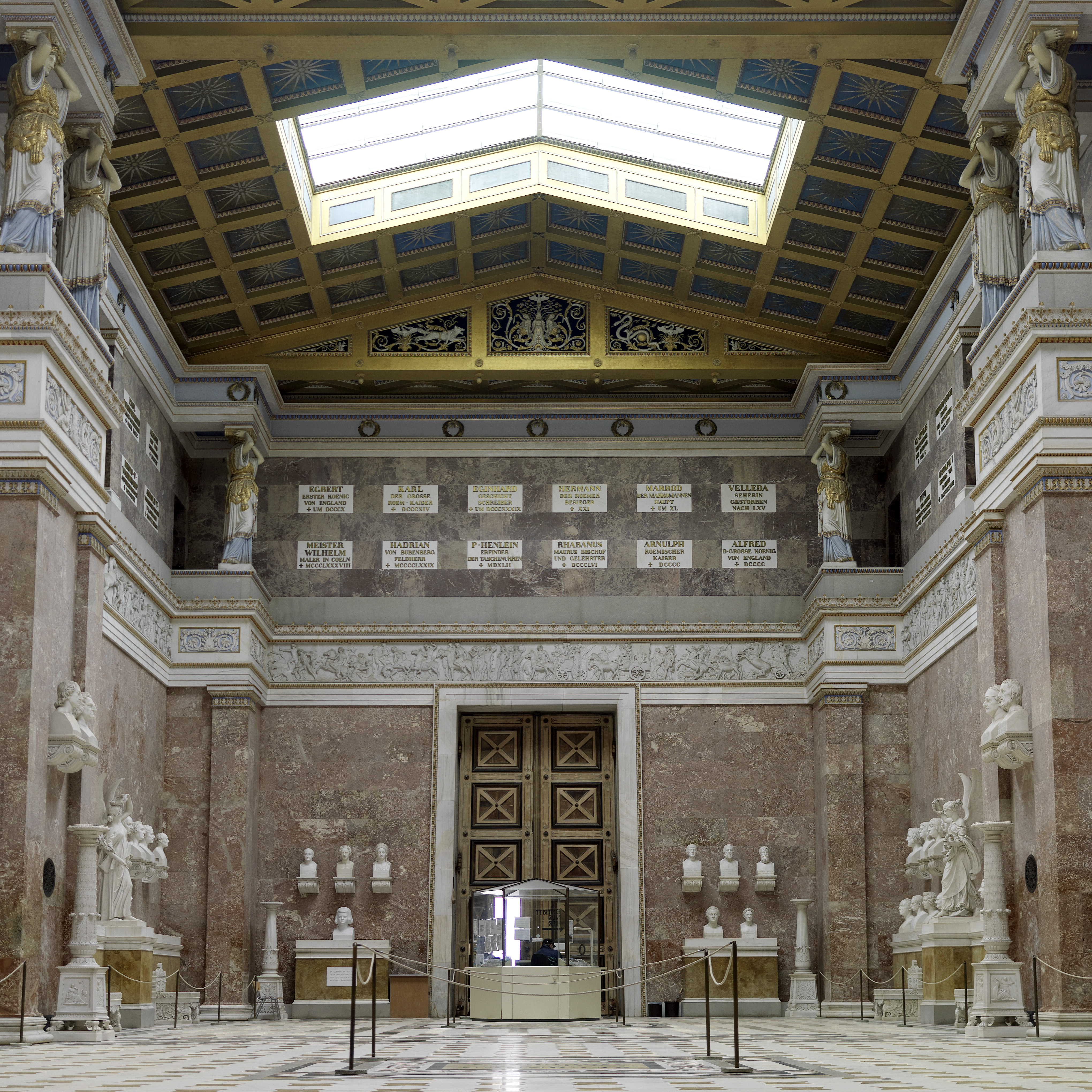
Tafeln im oberen Wandbereich der Halle

Die 64 Gedenktafeln für jene Personen und Handlungen, für die keine Vorlagen zur Anfertigung einer Büste überliefert worden sind, wurden schon zur Eröffnung 1842 angebracht, in großer Höhe unter der Decke, in zwei Reihen übereinander. Auch die Tafeln wurden chronologisch nach dem Sterbejahr im Uhrzeigersinn angeordnet, die obere Reihe beginnend über dem Eingangstor mit Hermann, endend mit Einhard, die untere Reihe beginnend mit Rabanus Maurus und endend mit Peter Henlein. Der Amtliche Führer bezeichnet jedoch mehrere Inschriften als falsch und gibt Sterbejahre gemäß neuerem Stand der Forschung an. Die Nummer des amtlichen Walhalla-Führers wurde entsprechend zugeteilt. Die Gedenktafel für den Widerstand im Dritten Reich am Sockel der Büste von Sophie Scholl ist nicht Teil dieser Reihe.
| Nr. | Name oder Thema                                 | Inschrift mit Todesjahr                                       |
| --- | ----------------------------------------------- | ------------------------------------------------------------- |
|     | obere Reihe, mittig über dem Eingang beginnend  |                                                               |
| 01  | Arminius                                        | Hermann, der Römer Besieger, † XXI                            |
| 02  | Marbod                                          | Marbod, der Markomannen Haupt, † um XL                        |
| 03  | Veleda                                          | Velleda, Seherin, gestorben nach LXV                          |
| 04  | Iulius Civilis                                  | Cl. Civilis, Heerführer der Bataver, † vor C                  |
| 05  | Ermanarich                                      | Hermannrich, König der Ostgothen, † CCCLXXV                   |
| 06  | Wulfila                                         | Ulphila, Bischof, Goth. Bibelübersetzer, † vor CCCLXXX        |
| 07  | Fritigern                                       | Friediger, Anführer der Westgothen, † nach CCCLXXXX           |
| 08  | Alarich I.                                      | Alarich, König der Westgothen, † CCCCX                        |
| 09  | Athaulf                                         | Ataulf, König der Westgothen, † CCCCXV                        |
| 10  | Theoderich I.                                   | Theodorich, König der Westgothen, † CCCCLI                    |
| 11  | Horsa                                           | Horsa, Britaniens Eroberer, † CCCCLI                          |
| 12  | Geiserich                                       | Genserich, König der Vandalen, † um CCCCLXXVII                |
| 13  | Hengest                                         | Hengist, Britaniens Eroberer, † CCCCLXXX                      |
| 14  | Odoaker                                         | Odoaker, König der Heruler und Gepiden, † CCCCLXXXXVII        |
| 15  | Chlodwig I.                                     | Klodwig, König der Franken, † DXI                             |
| 16  | Theoderich der Große                            | Theodorich der Große, Kön. d. Ostgothen, † DXXVI              |
| 17  | Totila                                          | Totila, König der Ostgothen, † DLII                           |
| 18  | Alboin                                          | Alboin, König d. Langobarden, † DLXXIII                       |
| 19  | Theudelinde                                     | Theutelinde, Königin d. Langobarden, † um DCXXVI              |
| 20  | Emmeram von Regensburg                          | Emmeran der Heilige, Bischof, † DCLXXX                        |
| 21  | Pippin der Mittlere                             | Pipin von Heristal, Hausmayer, † DCCXVI                       |
| 22  | Beda Venerabilis                                | Beda d. V., Abt und Geschichtschreiber, † DCCXXXV             |
| 23  | Willibrord                                      | Willibrord d. Heil., Bischof von Utrecht, † DCCXXXIX          |
| 24  | Karl Martell                                    | Karl d. Hammer, Herzog, Fürst d. Franken, † DCCXLI            |
| 25  | Bonifatius                                      | Bonifacius d. Heilige, Erzbischof v. Maynz, † DCCLV           |
| 26  | Pippin der Jüngere                              | Pipin d. Kurze, König des Frankenreichs, † DCCLXVIII          |
| 27  | Widukind                                        | Wittekind, Heerführer der Sachsen, † um DCCC                  |
| 28  | Paulus Diaconus                                 | Paul Warnefried, Geschichtsschreiber, † nach DCCC             |
| 29  | Alkuin                                          | Alcuin, Abt und Gelehrter, † DCCCIV                           |
| 30  | Egbert von Wessex                               | Egbert, Erster König von England, † um DCCCX                  |
| 31  | Karl der Große                                  | Karl der Große, Röm. Kaiser, † DCCCXIV                        |
| 32  | Einhard                                         | Eginhard, Geschichtsschreiber, † um DCCCXXXIX                 |
|     | untere Reihe, mittig über dem Eingang beginnend |                                                               |
| 33  | Rabanus Maurus                                  | Rhabanus Maurus, Bischof und Gelehrter, † DCCCLVI             |
| 34  | Arnulf von Kärnten                              | Arnulph, Römischer Kaiser, † DCCCC                            |
| 35  | Alfred der Große                                | Alfred d. Große, König von England, † DCCCC                   |
| 36  | Otto I. von Sachsen                             | Otto der Erlauchte, Herzog von Sachsen, † vor DCCCCXIX        |
| 37  | Arnulf I.                                       | Arnulph I., Herzog von Bayern, † DCCCCXXXVII                  |
| 38  | Mathilde die Heilige                            | Mechthilde d. Heilige, Königin von Teutschland, † DCCCCLXVIII |
| 39  | Hrotsvit                                        | Roswitha, Dichterin, gestorben vor M                          |
| 40  | Bernward von Hildesheim                         | Bernward d. Heil., Bischof und Bildner, † MXXVIII             |
| 41  | Heribert von Köln                               | Heribert d. Heil., Erzbischof v. Cöln, † MXXVIII              |
| 42  | Heinrich III.                                   | Heinrich der Dritte., Röm. Kaiser, † MLVI                     |
| 43  | Lampert von Hersfeld                            | Lambrecht v. Aschaffenburg, Gesch. Schreiber, † MLXXVII       |
| 44  | Otto von Bamberg                                | Otto d. H., Bischof von Bamberg, † MCXXXIX                    |
| 45  | Otto von Freising                               | Otto, Bisch. v. Freysingen, Gesch. Schreiber, † MCLVIII       |
| 46  | Hildegard von Bingen                            | Hildegard die Heilige, Abtissin, † MCLXXIX                    |
| 47  | Otto I. von Bayern                              | Otto d. Gr. von Wittelsbach, Herzog v. Bayern, † MCLXXXIII    |
| 48  | Engelbert I. von Köln                           | Engelbert d. Heil., Erzbischof v. Cöln, † MCCXXVI             |
| 49  | Dichter des Nibelungenliedes                    | Der Dichter des Nibelungenliedes                              |
| 50  | Walther von der Vogelweide                      | Walther v. d. Vogelweide, Minnesänger, † MCCXXX               |
| 51  | Elisabeth von Thüringen                         | Elisabeth d. Heil., Landgräfin v. Thüringen, † MCCXXXI        |
| 52  | Leopold VI.                                     | Leopold der Glorreiche, Herz. v. Östreich, † MCCXXXIV         |
| 53  | Hermann von Salza                               | Hermann von Salza, Teutschordenshochmeister, † MCCXL          |
| 54  | Wolfram von Eschenbach                          | Wolfram v. Eschenbach, Minnesänger, † MCCLI                   |
| 55  | Meister Gerhard                                 | Der Baumeister des Cölner Domes, † MCCLXXI                    |
| 56  | Arnold zum Turm                                 | A. v. Thurn, Gründer des Rheinstädtebundes, † MCCLXIV         |
| 57  | Albertus Magnus                                 | Albertus Magnus, Bischof und Gelehrter, † MCCLXXX             |
| 58  | Rütlischwur                                     | Die drei Männer von Rütli, nach † MCCCVI                      |
| 59  | Friedrich der Schöne                            | Friedrich der Schöne, Gegenkaiser, † MCCCXXX                  |
| 60  | Bruno von Warendorp                             | Bruno von Warendorp, Anführer d. Hanse, † MCCCLXIX            |
| 61  | Arnold Winkelried                               | Arnold v. Winkelried, Ritter u. Landmann, † MCCCLXXXVI        |
| 62  | Wilhelm von Köln                                | Meister Wilhelm, Maler in Cöln, † MCCCLXXXVIII                |
| 63  | Adrian I. von Bubenberg                         | Hadrian von Bubinberg, Feldherr, † MCCCCLXXIX                 |
| 64  | Peter Henlein                                   | P. Henlein, Erfinder der Taschenuhr, † MDXLII                 |

## Sonstiges

### Halle der Erwartung
Ursprünglich sollte im Unterbau der Walhalla die „Halle der Erwartung“ verwirklicht werden. Dort sollten Büsten noch lebender Personen aufgestellt werden. Nach ihrem Tod hätten diese dann in einer feierlichen Prozession in den „Himmel“, also die Walhalla selbst, getragen werden sollen. Diese Idee wurde auf Grund politischer Bedenken jedoch nie realisiert und Klenze wandelte die ursprüngliche Halle in einen Treppenaufgang zur Haupthalle. So wurde zumindest der symbolträchtige Weg von der Erde in den „Himmel“ vollzogen. Klenze konnte so auch die Grundidee als formales Motiv beibehalten und erreichen, dass Walhalla lebendig bleibt. Dieser Aufgang ist noch heute gut sichtbar als große Tür in der Mitte der Rampentreppe auf der Frontseite zu sehen.
Der monumentale Unterbau im klassizistisch-ägyptischen Stil ist mit seiner stereometrischen Formensprache, dem Verzicht auf Ornament oder Kaschierung der Kanten der Revolutionsarchitektur angelehnt. Die Halle der Erwartung an sich wurde nie vollendet, sie befindet sich immer noch im Rohbauzustand. In der Halle befinden sich Nischen, in die später Büsten gestellt werden sollten. Die weitere Nutzung ist nach wie vor unklar, sie soll aber nach Auskunft des Staatlichen Hochbauamtes Regensburg der Öffentlichkeit nach Abschluss der Renovierungsarbeiten zugänglich gemacht werden. Derzeit (Stand: Februar 2023) ist die „Halle der Erwartung“ nicht öffentlich zugänglich.

Halle der Erwartung
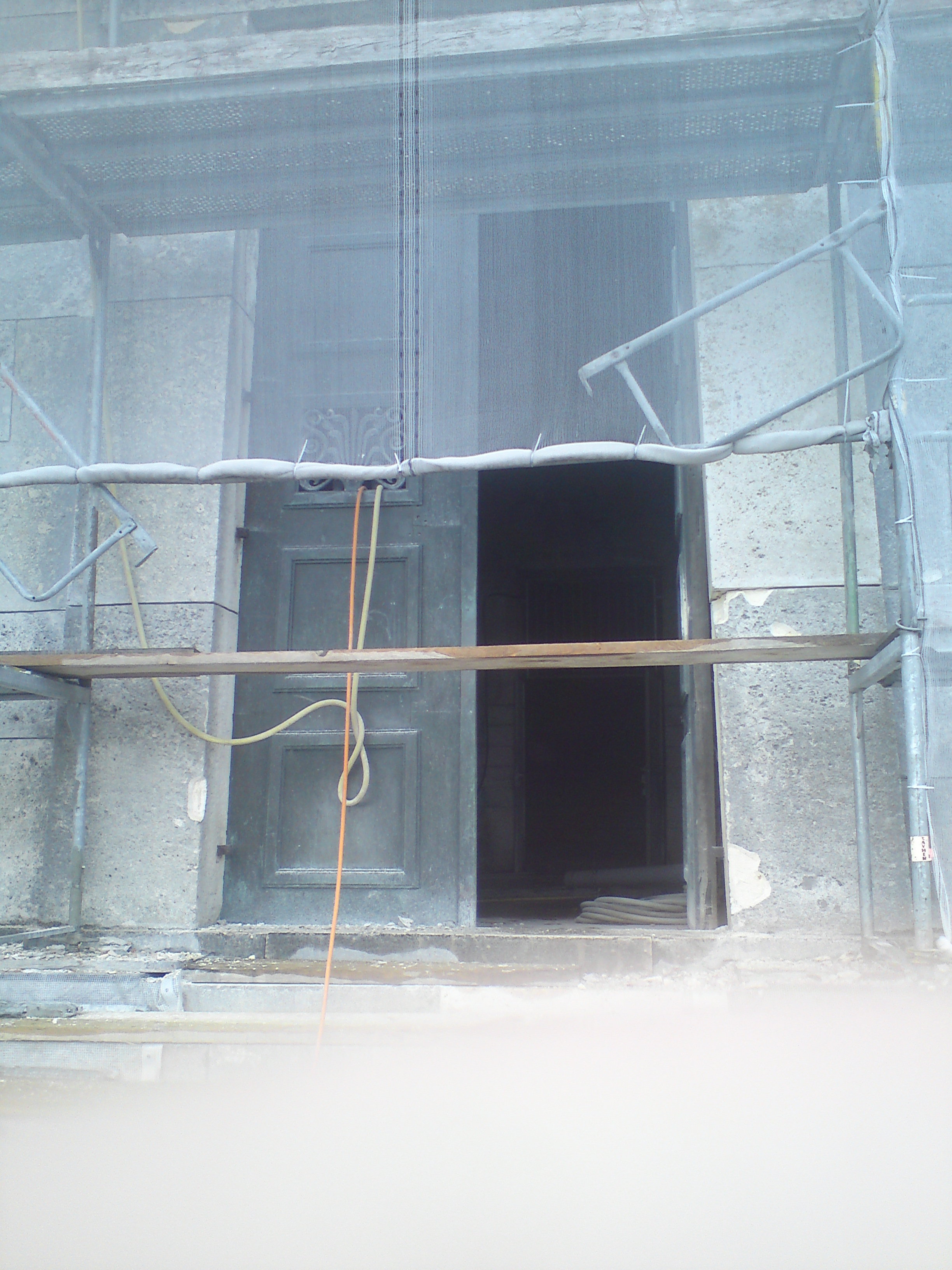
Eingang
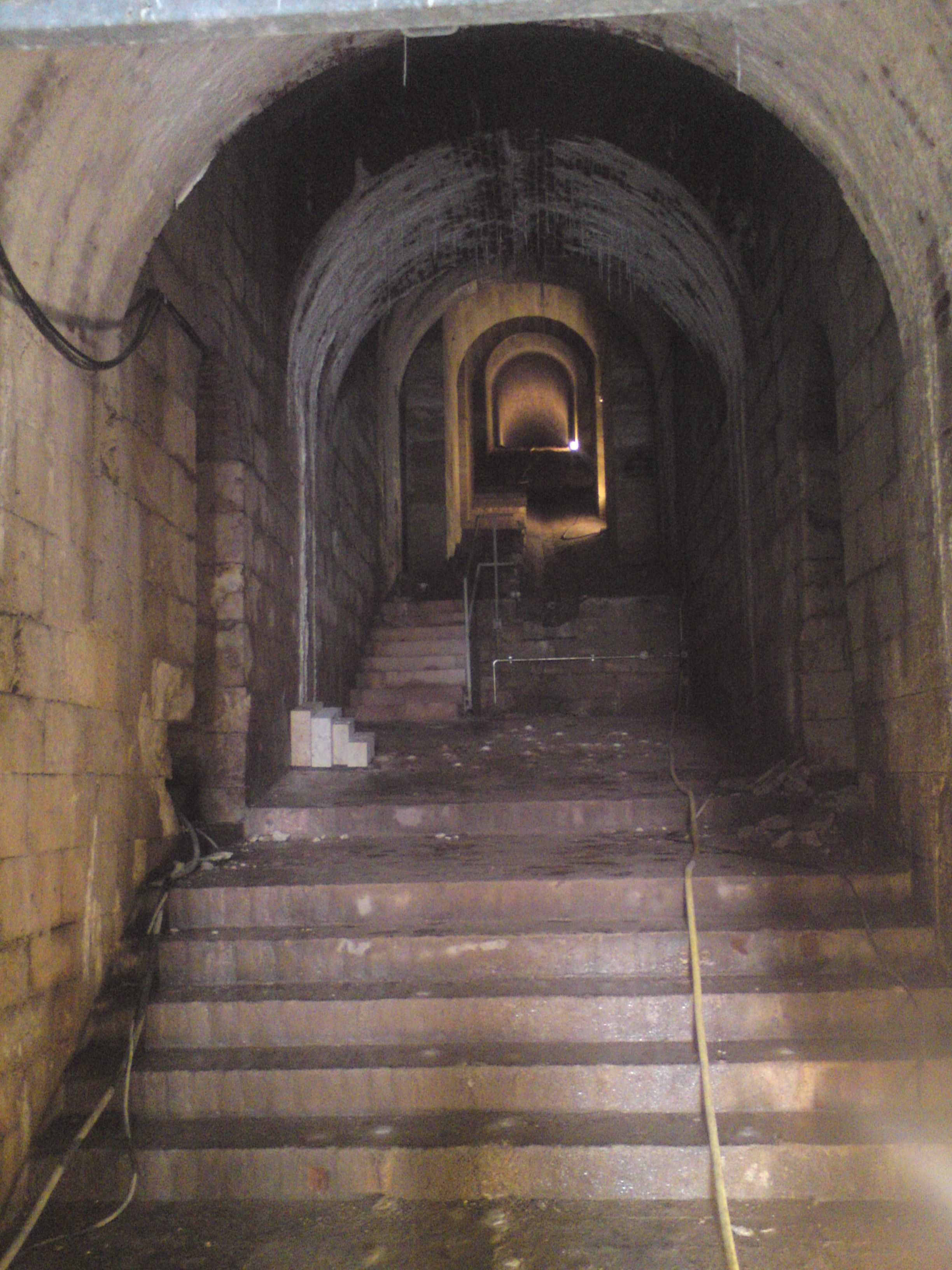
Mittelgang
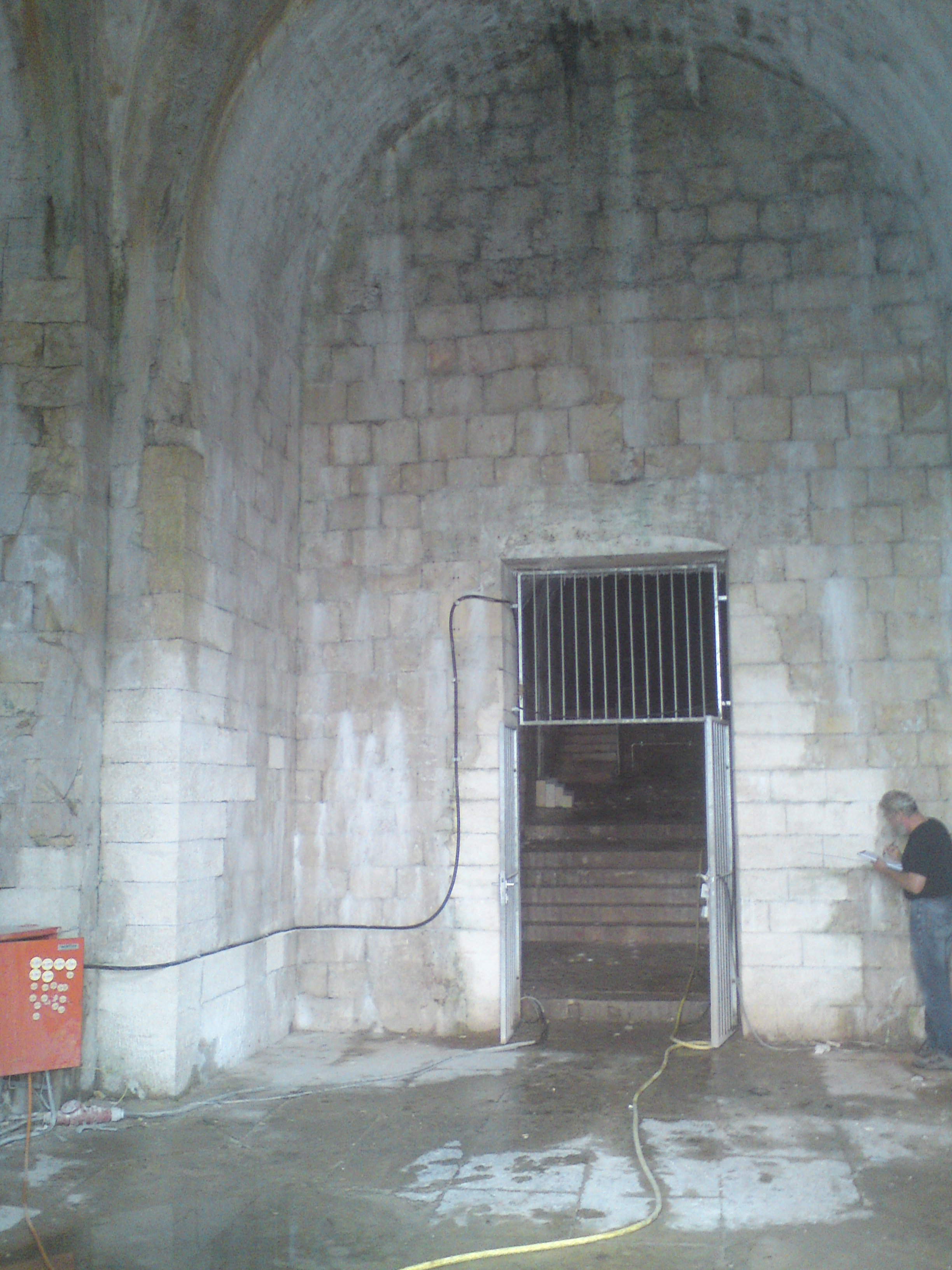
Halle
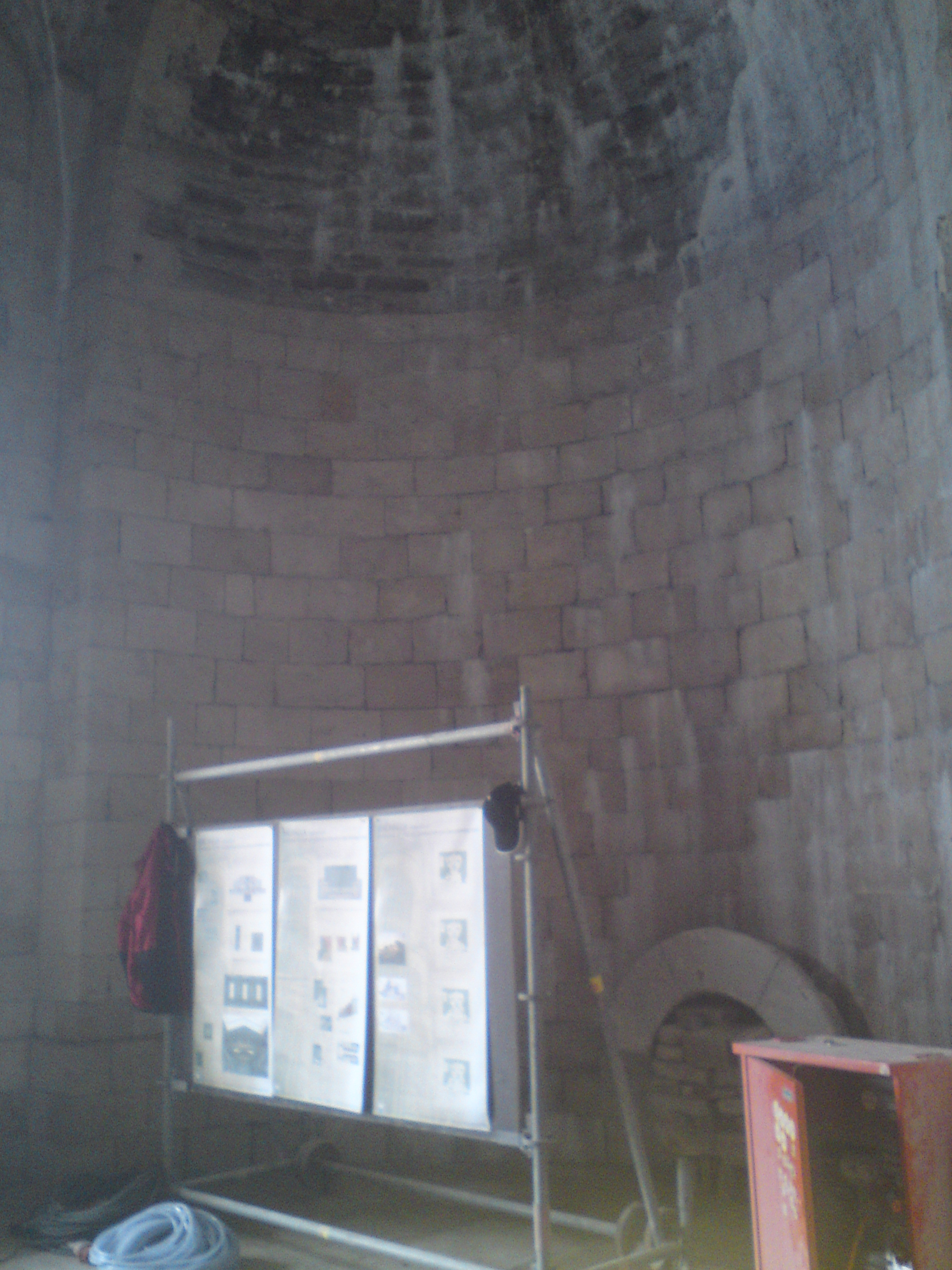
Seitengang
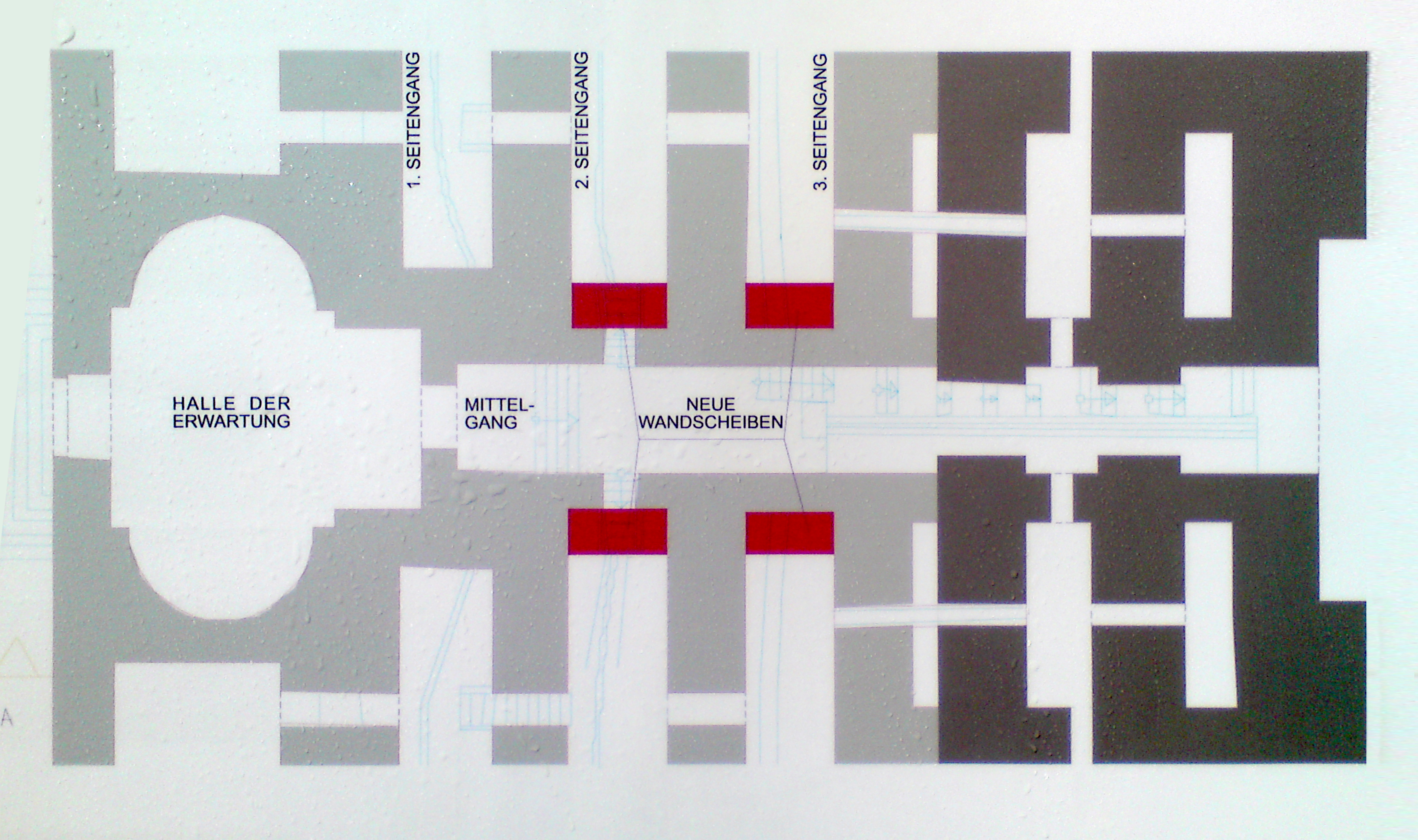
Grundriss

### Walhallabahn
Am 23. Juni 1889 eröffnete die nach der Walhalla benannte Walhallabahn, im Volksmund „Walhallabockerl“ genannt, von Regensburg-Stadtamhof nach Donaustauf und zum Haltepunkt Walhalla. Am 30. April 1903 wurde die privat betriebene Schmalspurbahn bis Wörth an der Donau verlängert. Mit zunehmendem Straßenverkehr wurde aus Rentabilitätsgründen am 1. Oktober 1960 der Personenverkehr, am 31. Dezember 1968 auch der Güterverkehr eingestellt.

### Walhallablick
Vom Walhallaplateau aus erschließt sich dem Besucher der sogenannte Walhallablick, der von Westen über das Regensburger Donautal bis kurz vor die Nachbarstadt Straubing im Osten reicht. An klaren Tagen sind einige Berge des vorderen Bayerischen Waldes mit dem Bogenberg sowie Straubing am Horizont zu erkennen; an seltenen Föhntagen sogar die Spitzen der Berchtesgadener Alpen im Südosten.